# Чешихин, Василий Евграфович
Васи́лий Евгра́фович Чеши́хин (псевдоним — Ч. Ветринский; 20 декабря 1866 (1 января 1867), Рига — 24 октября 1923, Москва) — историк русской литературы и общественной мысли, публицист, журналист. Сын писателя Е. В. Чешихина.

## Биография
Родился 20 декабря 1866 (1 января 1867) года в Риге в семье основателя и редактора газеты «Рижский вестник» Е. В. Чешихина. Мать, Е. И. Ветринская, была дочерью профессора Санкт-Петербургской духовной академии И. Я. Ветринского; старший брат, Всеволод — получил известность как переводчик Гёте и Мюссе, драматург, критик.
Окончил Рижскую Александровскую гимназию с серебряной медалью (1884) и физико-математический факультет Императорского Санкт-Петербургского университета. Отец Чешихина-Ветринского не хотел, чтобы сын профессионально занимался журналистикой, настаивал на приобретении сыном «реальной специальности». Поэтому тот поступил на второй курс Петербургского лесного института.
Неоднократно высылался за участие в нелегальных народнических кружках: в Ригу (1889), в город Глазов Вятской губернии (1896-1899), где работал писарем в земской управе. После окончания срока ссылки переехал по совету В. Г. Короленко в 1900 в Нижний Новгород, где был принят в число сотрудников «Нижегородского листка». Близко сошёлся с А. М. Горьким, с которым вёл переписку с августа 1895 года. По рекомендации Горького в 1901-1903 годах редактировал «Самарскую газету».
Вернувшись в Нижний Новгород в 1903—1908 годах, стал секретарём и фактическим редактором «Нижегородской земской газеты». Продолжал печататься в «Нижегородском листке» под псевдонимами «Ч. Ветринский», «Нижегородец», «Обыватель», «Читатель» и другими.
В Нижнем Новгороде написал книги «А. И. Герцен» (М., 1908), «Отечественная война 1812 года в родной поэзии» (Нижний Новгород, 1913) и ряд других. За брошюру «Освобождение крестьян и русские писатели» в 1913 году был удостоен первой премии Московского общества грамотности.
С 1905 года — член нижегородского комитета Конституционно-демократической партии. Заведовал работой Литературного бюро комитета. Писал листовки, пропагандистские брошюры. Был редактором партийных органов «Листок нижегородской группы Партии народной свободы», «Листок народной свободы» (1906—1907 года), «Народная свобода» (1917).
Являлся деятельным членом Нижегородской губернской учёной архивной комиссии (НГУАК). Собирал материалы о нижегородских литераторах, провёл их анкетирование. В 1915 году выпустил «Краткий словарь писателей-нижегородцев». Подготовил книгу «Пятьдесят лет жизни Нижегородского земства» (1914). В 1911-1915 годах редактировал «Нижегородские ежегодники» (иллюстрированные календари-справочники), в которых помещал свои статьи по краеведению, народному образованию, деятельности земства. В 1917 году выпустил календарь-справочник «Друг кооператора». С 1915 года читал лекции по русской литературе в Народном университете.
Осенью 1918 года уехал из Нижнего Новгорода в Рязань. Работал в рязанском «Союзе кредитных и ссудно-сберегательных товариществ». С 1920 года — в Москве, в Главкустпроме. Редактировал «Вестник промысловой кооперации», «Вестник кустарной промышленности».
Умер 24 октября 1923 года. Похоронен в Москве, на Даниловском кладбище.

## Семья
В 1900 г. женился на Марии Дмитриевне Колесовой.
Дочь — Вера Васильевна Чешихина(псевдоним Вера Иродионова, 1900-1978) - журналистка, поэтесса, переводчик, член СП СССР.

## Литературная деятельность
С 1888 Чешихин-Ветринский сотрудничает в столичных журналах и провинциальной прессе. Ветринскому принадлежат отдельные монографии о Т. Н. Грановском, А. И. Герцене, Г. И. Успенском, книга «Н. Г. Чернышевский» (1923), много статей и популярных очерков о русских писателях (Н. В. Гоголь, А. С. Пушкин, В. Г. Белинский, А. В. Кольцов, Л. А. Мей, Н. А. Некрасов, А. И. Тургенев и др.) в «Вестнике Европы», «Русской мысли» и др. Редактировал общедоступное издание сочинений А. С. Пушкина (СПб., 1899; издание книжного магазина «Знание»). Ему же принадлежит книжка «Среди латышей» (очерки, М., 1901).
Ветринский выступил автором ряда глав в «Истории русской литературы XIX века» (т.1-5, 1908—1910) под редакцией Д. Н. Овсянико-Куликовского. Был редактором и составителем историко-литературных сборников о Ф. М. Достоевском, Н. А. Некрасове и др. Переводчик пьес Р. Б. Шеридана. Составитель и издатель «Нижегородского ежегодника» (1911—1915). На протяжении многих лет Чешихин-Ветринский был связан с М.Горьким, В. Г. Короленко и другими писателями.
Как литературовед Ветринский работал преимущественно в плане историко-культурного изучения литературы; его труды проникнуты либерально-просветительными взглядами.

## Произведения
- Т. Н. Грановский и его время. — М., 1897; изд. 2-е. — СПб., 1905; В 40-х гг. — М., 1899.
- Среди латышей. Очерки.  1-е изд., тираж - 7000, М., 1901, изд-во "С. Дороватовского и А. Чарушникова",  2-е изд., тираж - 5200, М., 1910, изд-во "С. Дороватовского и А. Чарушникова".
- Божьи дети.  Составитель сборник.а Ч. Ветринский, 1-е изд., тираж - 7600, М., 1901, изд-во "С. Дороватовского и А. Чарушникова".
- Жизнь и стихотворения Ивана Саввича Никитина. — М.: изд-во "С. Дороватовского и А. Чарушникова", 1911. — Тираж - 5000
- Крепостное право и освобождение помещичьих крестьян. Общедоступный исторический очерк. 3-е изд., Нижний-Новгород, 1911, изд-во "С. Дороватовского и А. Чарушникова".
- Лев Николаевич Толстой. 7 ноября 1910. Очерк жизни и деятельности. 4-е издание, Нижний-Новгород, 1911, изд-во "С. Дороватовского и А. Чарушникова".
- А. И. Герцен, СПб. — 1908.
- Некрасов. М. — 1911.
- Достоевский. — М. 1912; изд. 2-е. 2 чч. — М. 1923.
- Краткий словарь писателей-нижегородцев.
- Пятьдесят лет жизни Нижегородского земства (1914).
- Отечественная война 1812 года в родной поэзии (Нижний Новгород, 1913)
- Освобождение крестьян и русские писатели (1913); изд. 2-е. — Петроград, 1917
- Чернышевский. — П. — 1923
- Успенский. — М. — 1929.

## Архив
Обширный фонд В.Е. Чешихина-Ветринского и его брата В.Е. Чешихина хранится в Российском государственном архиве литературы и искусства. Он насчитывает 1430 единиц хранения за 1881–1935 гг. Большая часть документов Ветринского — многочисленные переписки (около 750 корреспондентов). Также в фонде хранятся рукописи: статьи, переводы и записи фольклора Вятской губернии; дарственные надписи на титульных листах книг; дело Нижегородского губернского жандармского управления о В.Е. Чешихине-Ветринском, обвиняемом в революционной агитации.